# Paharul de adio (film)

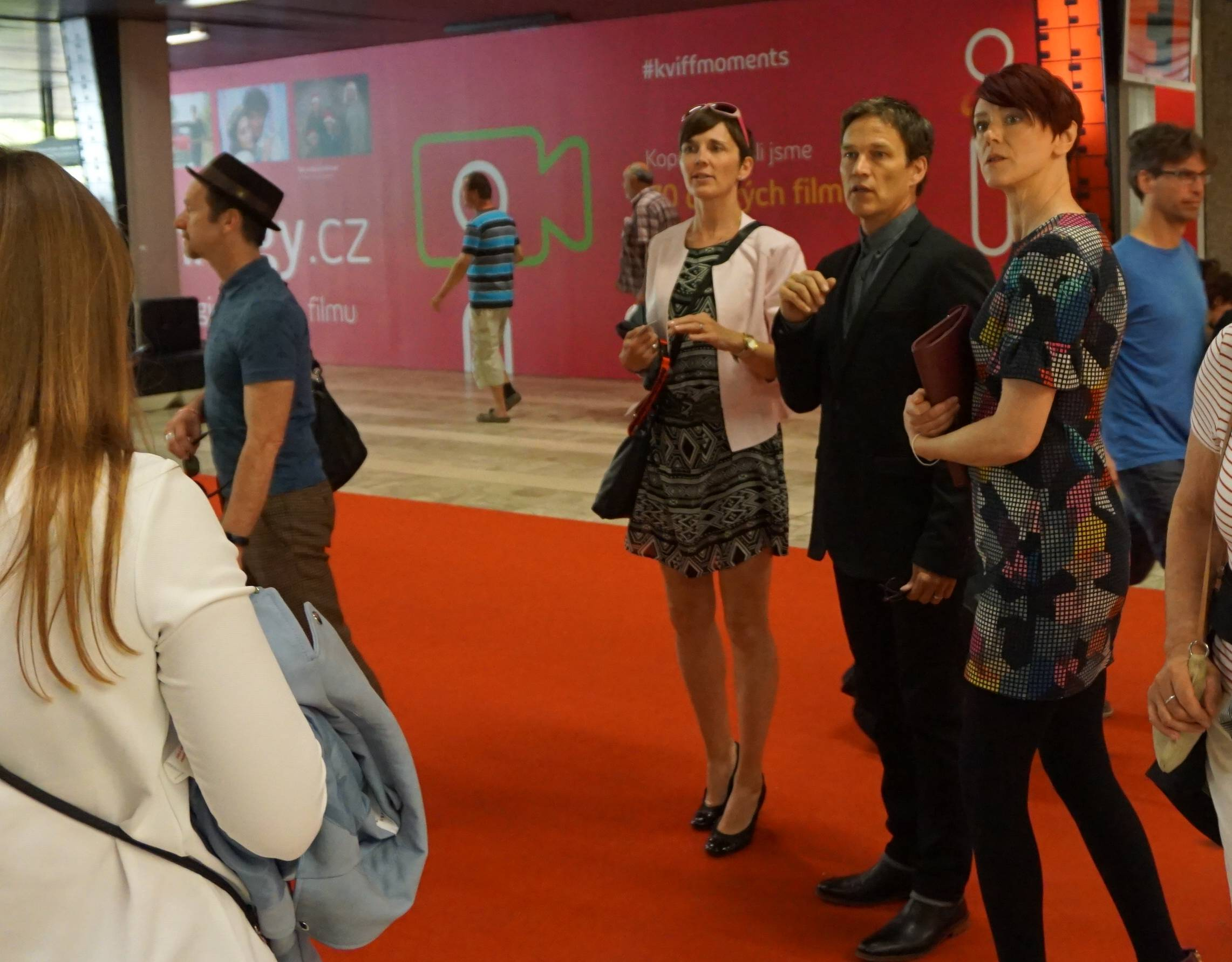
Stephen Moyer (în costum negru), Denis O’Hare (cu pălărie) invitați pentru prezentarea filmului "The Parting Glass" la al 53-lea Festival al Filmului de la Karlovy Vary (1 iulie 2018)

Paharul de adio (titlul original: în engleză The Parting Glass) este un film dramatic american, realizat în 2018 de regizorul Stephen Moyer, protagoniști fiind actorii Denis O'Hare, Anna Paquin, Cynthia Nixon, Melissa Leo și Rhys Ifans. 

## Conținut
O dramă emoțională despre o familie dezbinată care se întâlnesc când cea mai tânără soră, Colleen, moare în mod misterios. Lăsat să-i sorteze bunurile rămase, tatăl în vârstă al lui Colleen, două surori, un frate și fostul soț își revizuiesc amintirile și fac pace între ei...

## Distribuție
- Denis O'Hare – Danny
- Anna Paquin – Colleen
- Cynthia Nixon – Mare
- Melissa Leo – Al
- Edward Asner – Tommy, tatăl lor
- Rhys Ifans – Karl, soțul Colleenei
- Kevin Vidal – Phillipe
- Juan Carlos Velis – Manager
- Olunike Adeliyi – Sue
- Paul Gross – Sean

## Melodii din film
- Melodia de titlu al filmului este un căntec folk scoțian omonim The Parting Glass